# Black ghost (fisk)
Black ghost er en tropisk fisk i knivfiskfamilien (Apteronotidae). Fisken holdes af og til i akvarier. Fisken er sort med 2 hvide ringe på halen og bevæger sig hovedsageligt ved at vifte med en lang finne på undersiden. Fisken har en maksimal længde på 50 centimeter.
I naturen lever black ghost hovedsageligt i hurtigstrømmende vand med sandbund i et tropisk klima. Den foretrækker vand med en pH på mellem 6,0 og 8,0, samt en hårdhed på 5-19 °dH. Den bedste temperatur for fisken er på mellem 23 og 28 °C. Den er nataktiv og finder insektlarver med et elektrisk organ og receptorer over hele kroppen.
| Fisk | Spire Denne artikel om fisk er en spire som bør udbygges. Du er velkommen til at hjælpe Wikipedia ved at udvide den. |